# Zapotillo de Mogotes
Zapotillo de Mogotes es una localidad del estado mexicano de Guanajuato. Es parte del municipio de Valle de Santiago.

## Demografía
| Gráfica de evolución demográfica |
|                                  |

| Censo | Población |
| ----- | --------- |
| 1910  | 57        |
| 1921  | 78        |
| 1930  | 146       |
| 1940  | 215       |
| 1950  | 279       |
| 1960  | —         |
| 1970  | 495       |
| 1980  | 800       |
| 1990  | 910       |
| 2000  | 1 016     |
| 2010  | 1 057     |
| 2020  | 1 177     |